# Шанигартен

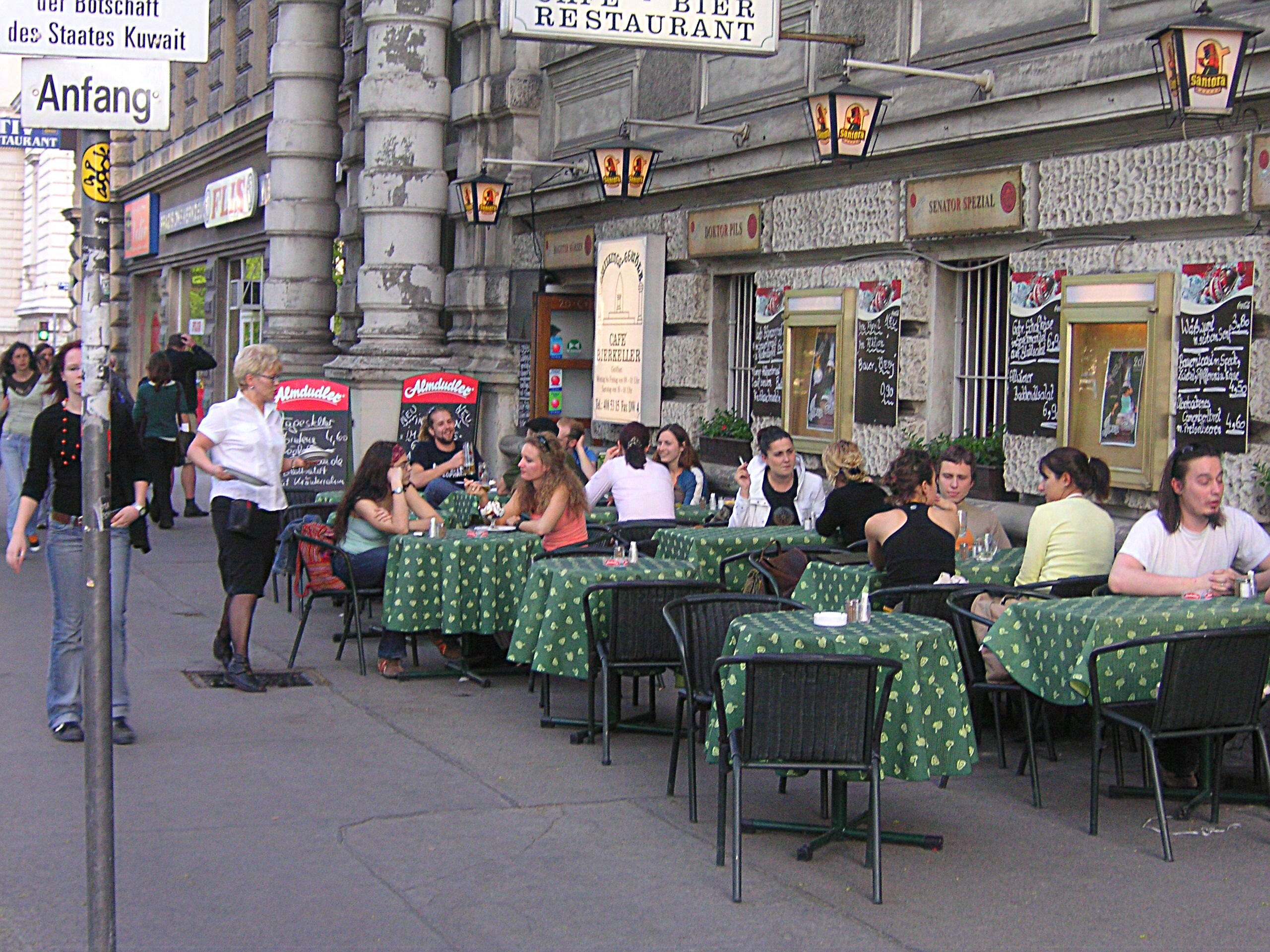
Шанигартен в Вене

Ша́нигартен (нем. Schanigarten) — австрийское название открытой летней веранды при кафе или ресторане, устраиваемой на широком тротуаре или в пешеходной зоне. Происхождение названия точно не установлено, однако существует несколько правдоподобных версий. По одной из них «шанигартен» происходит от Giannis Garten («сад Джанни»), по другой — от французского имени Жан, которое в XIX веке часто использовали в обращении с официантами.
Ранее это название использовалось только для венских кофеен. Со временем выражение стало популярным по всей Австрии. Столики при кафе, размещающиеся во внутреннем дворике здания, именуются гастгартенами. Идея обслуживать клиентов за столиками на свежем воздухе пришла в 1750 году владельцу кофейни на углу Грабена и Бройтнерштрассе Джанни Якоб Таррони. В отличие от обычного пивного сада столики шанигартена располагаются на земле, находящейся в общественной собственности. Первый шанигартен на законных основаниях открылся в 1820 году при кафе «Моцарт» у Альбертины, неподалёку от отеля «Захер». На обустройство шанигартена требуется получить разрешение, действующее в период с 1 марта по 15 ноября.